# Justicia bridsoniana
Justicia bridsoniana är en akantusväxtart som beskrevs av Vollesen. Justicia bridsoniana ingår i släktet Justicia och familjen akantusväxter. Inga underarter finns listade i Catalogue of Life.